# Amata atuntseensis
Amata atuntseensis là một loài bướm đêm thuộc phân họ Arctiinae, họ Erebidae.